# 黒岩俊喜
黒岩 俊喜（くろいわ としき、1993年8月31日 - ）は、日本のボブスレー選手。神奈川県出身。
金沢中学校卒業、仙台大学大学院修了。ソチオリンピックボブスレー競技日本代表。スケルトン日本代表。愛称は「クロちゃん」。